# كيرن ماكدونالد
كيرن ماكدونالد (بالإنجليزية: Kieran MacDonald)‏ (21 يوليو 1993 في المملكة المتحدة - ) هو لاعب كرة قدم بريطاني في مركز الظهير. لعب مع نادي دمبرتون وهاميلتون أكاديميكال ونادي كلايد ونادي إيست فيف وأردريونيانز.

## وصلات خارجية
- كيرن ماكدونالد على موقع قاعدة بيانات كرة القدم.إي يو (الإنجليزية)
- كيرن ماكدونالد على موقع Soccerway.com (الإنجليزية)